# Lesitchovo (obchtina)
Lesitchovo (bulgare : Лесичово) est une obchtina de l'oblast de Pazardjik en Bulgarie.